# Overijssel
Overijssel  Hollandia egyik tartománya. Székhelye: Zwolle.